# Necrolemur
Necrolemur is een monotypisch geslacht van uitgestorven primaten dat voorkwam van het Midden- tot Laat-Eoceen.

## Beschrijving
Dit 25 cm lange dier had dezelfde omvang en kenmerken als de huidige spookdieren. Het had een lange staart, die zorgde dat het lichaam in evenwicht bleef. De lange vingers en tenen waren bezet met hechtschijfjes en de armen waren lang en beweeglijk.

## Leefwijze
Het hoofdvoedsel van dit dier bestond hoofdzakelijk uit insecten met harde dekschilden, die het met zijn kleine en scherpe tanden bewerkte. Dankzij zijn grote ogen en oren kon het dier deze ongewervelden 's nachts gemakkelijk lokaliseren.

## Vondsten
Van dit dier werden zeer goed geconserveerde resten gevonden in West-Europa.